# Танорексія

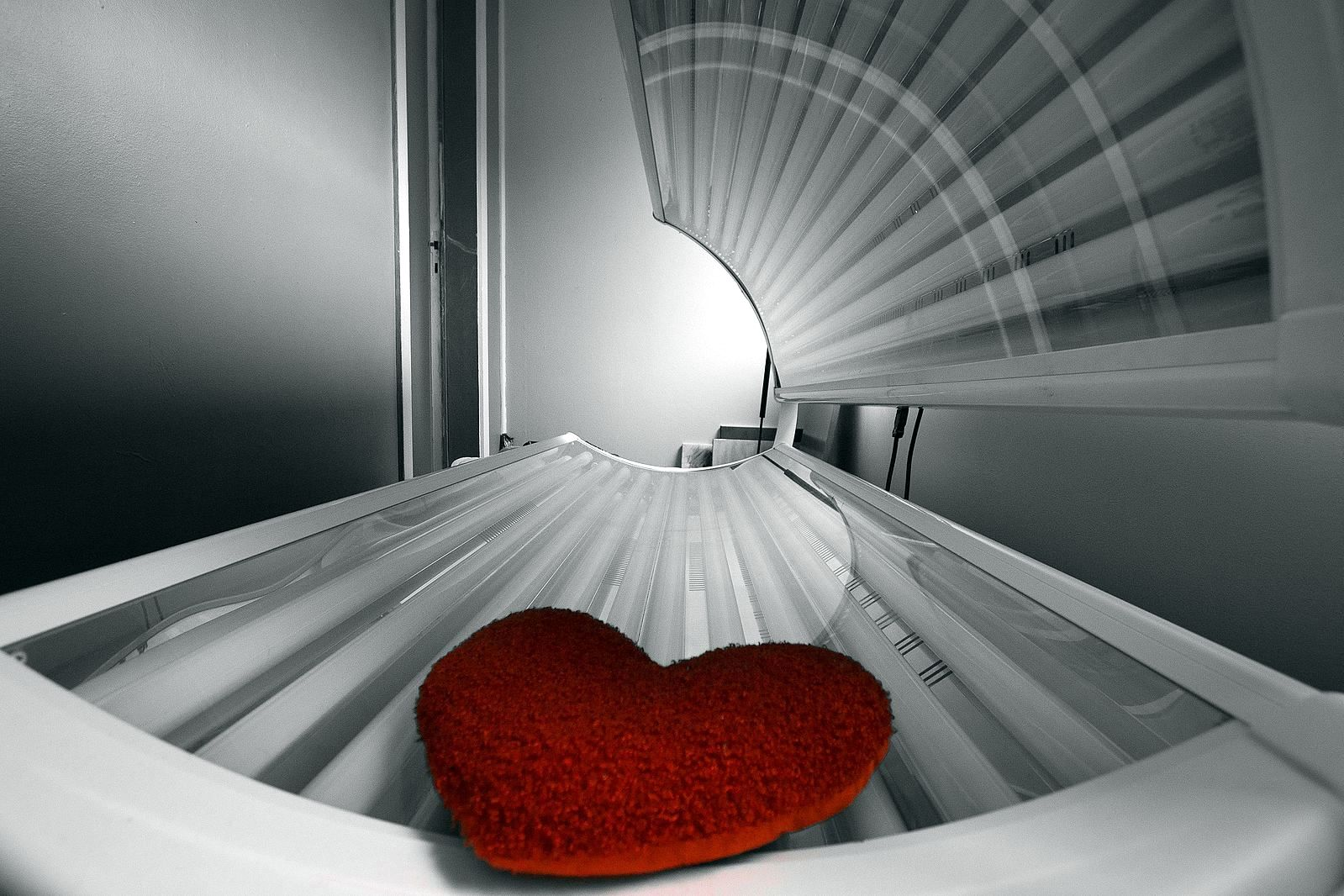
Солярії часто стають інструментами утворення залежності

Танорексія (від англ. tan — «засмага») — психологічна залежність від ультрафіолетових променів, сонячних ванн (засмагання) та засмаги.
До цього розладу схильні дівчата-підлітки 13-16 років у країнах з невисоким рівнем сонячного світла, в основному з північної частини середніх і високих широт. Ця проблема стає дуже актуальною з урахуванням широкого розповсюдження різноманітних соляріїв — від стаціонарних професійних до домашніх.
Недавній сплеск танорексії був пов'язаний не тільки з поширенням салонів засмаги, але і їх прагненням залучити клієнтів за допомогою відповідної реклами. При цьому дерматологічна спільнота не поділяє міфу про користь і красу засмаги.
Вважається, що до танорексії схильні люди, які проводять у солярії більше 10 хвилин і частіше 2 разів на тиждень. У Великій Британії проблема набула такої гостроти, що Британська медична асоціація та Інститут дослідження раку домоглися введення офіційної заборони на відвідування салонів засмаги підлітками до 16 років.
За деякими відомостями, до ендорфінів з солярію відбувається звикання, так само як до отриманих від Сонця. І клієнт(к)и з сезонними депресіями відзначали, що кілька хвилин у солярії допомагали їм протистояти депресії. Інші джерела розглядали це як ефект плацебо.
За результатами досліджень, сонячні промені призводять до вироблення в шкірі вітаміну D. Але в профілактичних цілях досить невеликих доз (підставити сонцю долоні на 10 хвилин 2-3 рази на тиждень). Крім того, отримати вітамін D можна з їжі, наприклад, з жирної риби.